# Toussaint
Toussaint település Franciaországban, Seine-Maritime megyében. Lakosainak száma 695 fő (2022. január 1.). Toussaint Colleville, Contremoulins, Fécamp, Ganzeville és Thiergeville községekkel határos.

## Népesség
A település népessége az elmúlt években az alábbi módon változott:
| Lakosok száma | 766  | 740  | 737  | 717  | 709  | 702  | 699  | 697  | 695  |
|               | 2013 | 2015 | 2016 | 2017 | 2018 | 2019 | 2020 | 2021 | 2022 |